# Pucking
Pucking är en ort och kommun  i Österrike. Den ligger i distriktet Linz-Land i förbundslandet Oberösterreich, 160 kilometer väster om huvudstaden Wien. 
Kommunen består av tio orter (Ortschaften) (inom parentes invånarantal 1 januari 2024):

- Dörfl (39)
- Hasenufer (500)
- Köttsdorf (9)
- Oberschnadt (185)
- Pucking (1 799)
- Sammersdorf (1 129)
- Sankt Leonhard (80)
- Sipbach (76)
- Unterschnadt (286)
- Zeitlham (105)